# Analizzatore di spettro

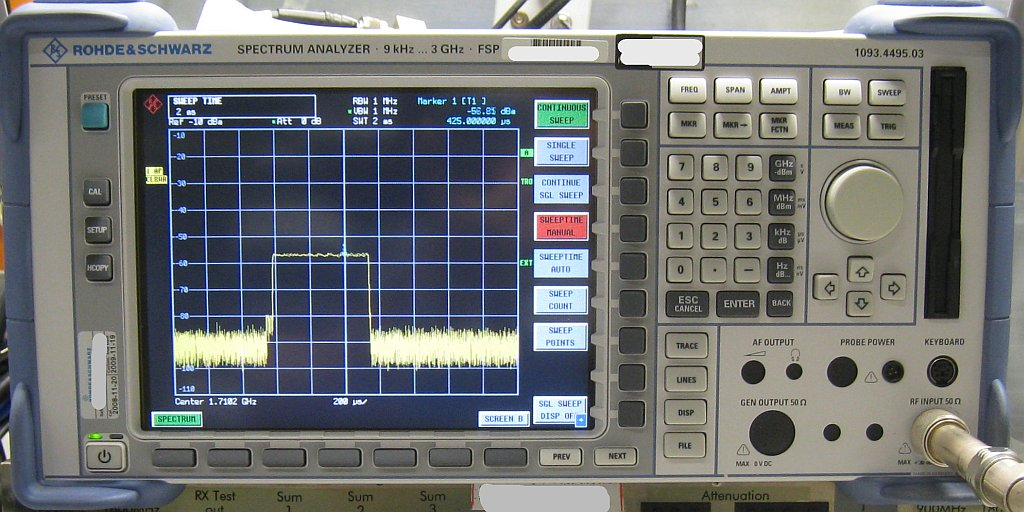
Un analizzatore di spettro Rohde & Schwarz FSP visualizzante un segnale modulato GMSK.

L'analizzatore di spettro è uno strumento che permette l'analisi dello spettro dei segnali posti al suo ingresso attraverso la misura dell'ampiezza di un segnale di ingresso in funzione della frequenza all'interno dell'intera gamma di frequenze dello strumento. L'uso principale è misurare la potenza dello spettro di segnali noti e sconosciuti. Il segnale di ingresso misurato dalla maggior parte degli analizzatori di spettro più comuni è quello elettrico; tuttavia, le composizioni spettrali di altri segnali, come le onde acustiche e le onde luminose, possono essere misurate in modo indiretto mediante l'uso di un appropriato trasduttore. Esistono tuttavia anche analizzatori di spettro atti a misurare segnali di tipo non elettrico, come, ad esempio, gli analizzatori di spettro ottici che utilizzano, per effettuare le misurazioni, tecniche ottiche dirette attraverso l'uso un monocromatore.
Analizzando gli spettri dei segnali elettrici, è possibile osservare la frequenza dominante, la potenza, la distorsione, le armoniche, la larghezza di banda e altre componenti spettrali dei segnali.
Può essere considerato il duale nel dominio della frequenza dell'oscilloscopio, che fa invece l'analisi nel dominio del tempo. Lo schermo di un analizzatore di spettro visualizza la frequenza sull'asse orizzontale e l'ampiezza sull'asse verticale mentre l'oscilloscopio traccia l'ampiezza ancora sull'asse verticale ma il tempo su quello orizzontale. Esistono in commercio alcuni strumenti di laboratorio possono funzionare sia come oscilloscopi che come analizzatori di spettro.

## Storia

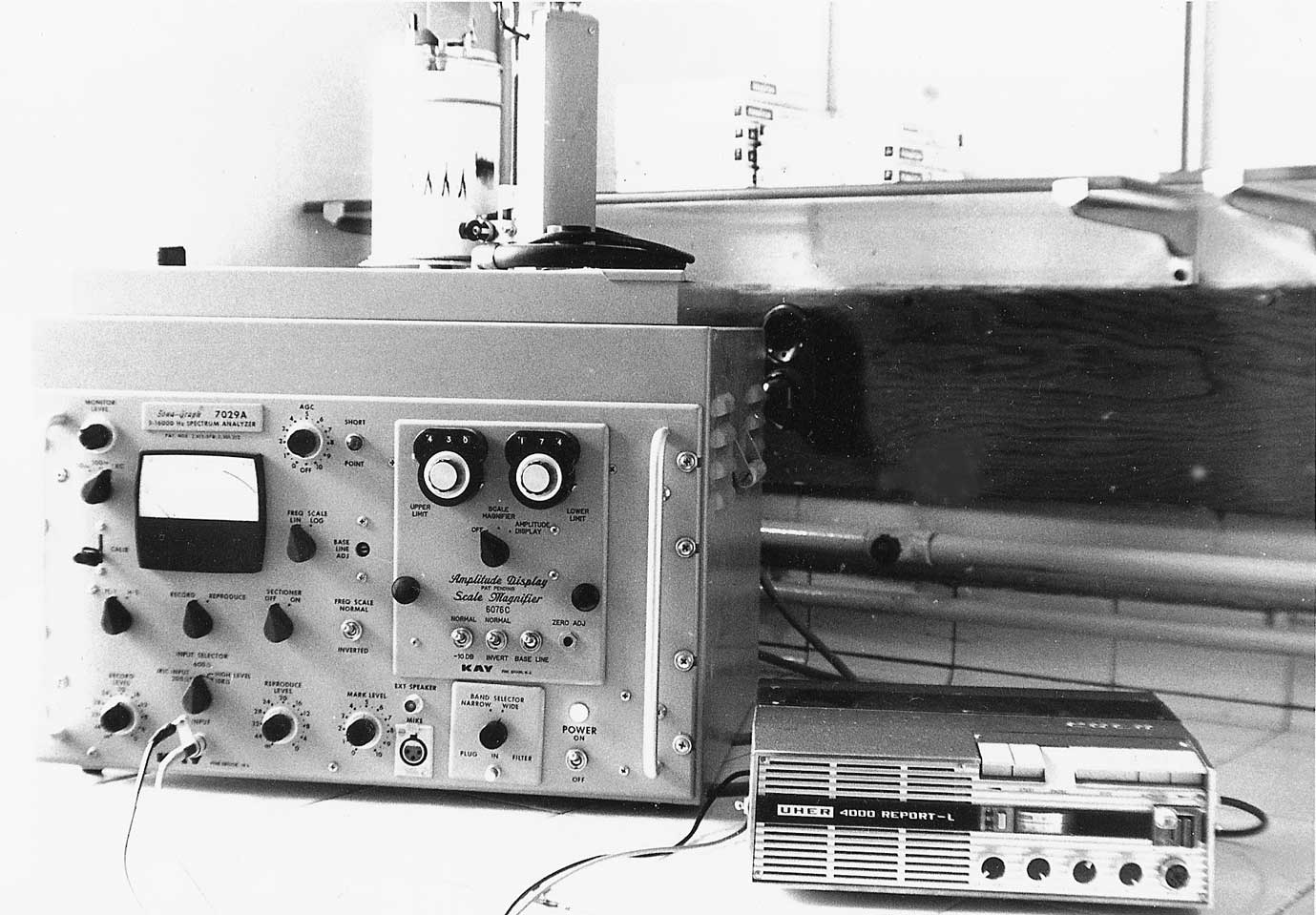
Un analizzatore di spettro, 1970 circa

Gli analizzatori di spettro sono in uso dagli anni '60. Nel corso degli anni, l'analizzatore di spettro si è evoluto nelle tecnologie utilizzate e nelle capacità di misura. Oggi ne esistono tre tipi base: l'analizzatore di spettro sweep-tuned (SA), l'analizzatore di segnale vettoriale (vector signal analyzer - VSA) e l'analizzatore di spettro in tempo reale (real-time spectrum analyzer - RTSA). 
I primi analizzatori di spettro, furono introdotti sul mercato negli anni '60, erano strumenti a sweep-tuned. Alla fine degli anni '70, con l'introduzione delle prime pratiche di modulazione digitale, l'industria rispose con l'analizzatore di costellazione che non era altro che un oscilloscopio con speciali canali a banda larga e un controllo della luminosità del fascio sull'asse Z per consentire la mappatura dei simboli dei dati sul display X e Y del tubo a raggi catodici. Con il miglioramento dei semiconduttori, è diventato possibile campionare digitalmente i segnali creando così, l'analizzatore di costellazione digitale, ovvero il moderno VSA.
Circa nello stesso periodo in cui il VSA era in fase di sviluppo, si verificò per un motivo molto diverso, un'altra svolta nell'analisi dello spettro. La comunità dell'intelligence era preoccupata per i picchi di segnali intermittenti che potevano passare inosservati. L'analizzatore di spettro SA e il VSA, originariamente sviluppati per segnali continui, esaminavano lo spettro RF in modo discontinuo. I periodi non analizzati rappresentavano una seria preoccupazione per la sicurezza.
Nacque quindi l'esigenza di un analizzatore di spettro in grado di analizzare lo spettro RF in modo continuo. Ciò richiedeva la capacità di elaborare i dati del dominio del tempo nel dominio della frequenza in tempo reale, qualcosa per cui né l'analizzatore di spettro sweep-tuned né il VSA erano stati progettati. La necessità di catturare e analizzare il segnale intermittente portò allo sviluppo dell'analizzatore di spettro in tempo reale. La svolta si ebbe in seguito alla scoperta nel 1965 della trasformata di Fourier veloce (FFT), i primi analizzatori di spettro in tempo reale basati sulla FFT furono introdotti nel 1967.

## Tipologie
Tale strumento può essere di due tipi diversi.

### Real Time
Il segnale in ingresso viene suddiviso in n sottobande da n filtri a banda stretta, in ogni sottobanda si periodicizza il segnale al suo interno e si esegue la trasformata di Fourier discreta. Questi tipi di analizzatori sono molto veloci, ma hanno il problema di dover decidere in fase di realizzazione il numero n di filtri che nei vari casi può essere sovradimensionato o sottodimensionato, quindi sono poco versatili. Sono usati per analizzare i moderni segnali a radiofrequenza che hanno un'alta dinamica e impulsi non ripetitivi. La caratteristica dei Real Time  è di monitorare i segnali in tempo reale, quindi l'analisi deve essere eseguita velocemente e per fare ciò effettua l'analisi del segnale utilizzando l'elaborazione del segnale digitalizzato in tempo reale (nella DSP) e non nella post acquisizione.

### Sweep Tuned
Il segnale viene fatto traslare attraverso un'operazione di mixaggio sotto un solo filtro a frequenza fissa che pian piano analizza il segnale frequenza per frequenza. Stringendo la banda di questo unico filtro si riesce ad avere un'ottima risoluzione in frequenza a scapito però della velocità di analisi in quanto poi per eseguire l'intera scansione del segnale ci vuole molto più tempo. Gli analizzatori Sweep Tuned sono di tre tipi:                                 
- Con filtro a sintonia variabile: La sintonia del filtro in questione è regolata da un generatore di rampa. Il problema è che il filtro non può essere a banda stretta su un'ampia gamma di frequenze e la risoluzione in frequenza non risulta costante.
- A supereterodina: Lo spettro viene scansionato mixando il segnale d'ingresso con un segnale sinusoidale a frequenza variabile generato da un oscillatore interno all'analizzatore.
- A FFT (Fast Fourier Transform): il principio è lo stesso del tipo a supereterodina ma il tutto è in forma numerica e non analogica. Il segnale d'ingresso viene campionato e convertito in forma digitale applicando un'elaborazione numerica.